# Eileen O'Shaughnessy
Eileen Maud O'Shaughnessy (født 25. september 1905, død 29. marts 1945) var den britiske forfatter George Orwells første hustru.
O'Shaughnessy blev født i South Shields i det nordøstlige England som eneste datter af Marie O'Shaughnessy og Lawrence O'Shaughnessy (tilsyneladende af irsk afstamning), som arbejdede for toldvæsenet. Hun havde en ældre broder, Lawrence O'Shaughnessy.
Hun gik i skole på Sunderland Church High School, og i slutningen af 1920'erne var hun på Oxford Universitet, hvor hun blev uddannet inden for psykologi.
O'Shaughnessy var også amatørdigter. Hun mødte Orwell i 1935 og giftede sig med ham året efter. Kort efter deres bryllup tog hun med ham til Spanien for at kæmpe i den Spanske borgerkrig. De vendte tilbage til England det efterfølgende år.
I juni 1944 adopterede O'Shaughnessy og Orwell en tre uger gammel dreng, som de døbte Richard Horatio Blair (Orwells rigtige navn var Eric Arthur Blair).
O'Shaughnessy døde i foråret 1945 under en operation.

## Indflydelse på Orwells forfatterskab
Visse litteraturforskere mener, at O'Shaughnessy havde stor indflydelse på Orwells forfatterskab. For eksempel mener man, at Orwells klassiker 1984 (originaltitel Nineteen Eighty-Four) kan have været påvirket af et af O'Shaughnessy digte, End of the Century, 1984, selvom teorien ikke er bevist. Digtet blev skrevet i 1934 i anledning af Sunderland Church High Schools 50-årsjubilæum og peger frem mod skolens 100-årsjubilæum i 1984.
Selvom digtet blev skrevet et år før, O'Shaughnessy mødte Orwell, er der slående ligheder mellem fremtidsvisionen i digtet og Orwells 1984, bl.a. brugen af bevidsthedskontrol og politistatens udryddelse af den personlige frihed.
Det menes også, at O'Shaughnessy hjalp Orwell med at skrive Kammerat Napoleon (originaltitel Animal Farm)